# Port lotniczy Donieck
Międzynarodowy Port Lotniczy „Donieck” imienia Siergieja Prokofiewa (ukr. Міжнародний аеропорт «Донецьк», ros. Международный аэропорт «Донецк», ang. Donetsk International Airport) – międzynarodowe lotnisko w Doniecku, na Ukrainie. Zbudowany w 1933 r., ulepszony w latach 40 XX w. i latach 50 XX w., zmodernizowano go w 1974 r. i rozbudowano w 2012 r. Port lotniczy miał przepustowość 3100 pasażerów na godzinę.
Lotnisko pozostaje zamknięte od 26 maja 2014 r. z powodu walk toczących się w rejonie Donbasu. Ze względu na niemal całkowite zniszczenie budynku terminala i wieży kontroli lotów w październiku 2014 r. szybkie przywrócenie lotów w razie zakończenia walk będzie niemożliwe.

## Przypisy

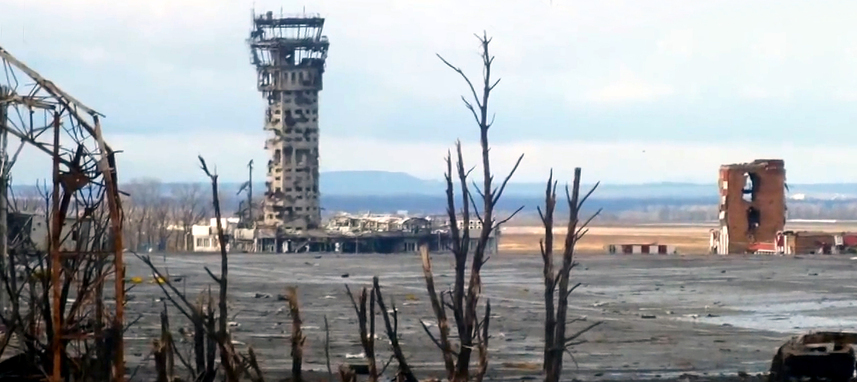
Zdjęcie lotniska wykonane w trakcie walk

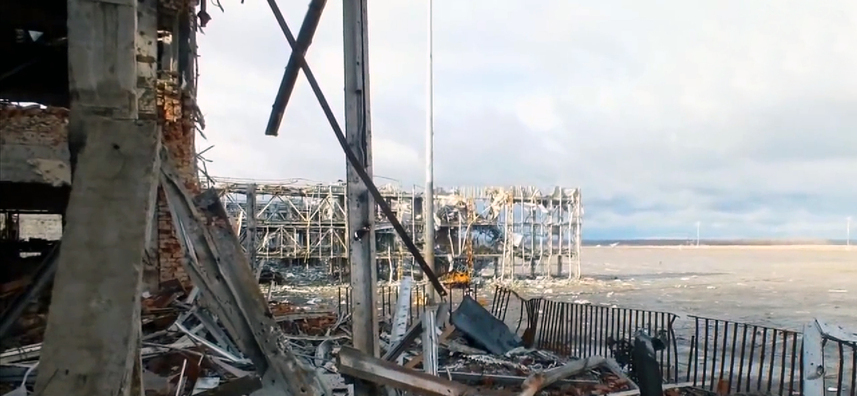
Ruiny lotniska w 2014 roku